# Canins
Els canins (Caninae) són la subfamília que inclou totes les espècies vivents de cànids. És el tàxon germà de les altres dues subfamílies d'aquest grup: els hesperocionins i els borofagins. Els membres d'aquesta subfamília reben noms vulgars com llop, gos i guineu, entre d'altres.